# Bóng đá tại Đại hội Thể thao Đông Nam Á 1999
Môn bóng đá tại Đại hội Thể thao Đông Nam Á 1999 diễn ra từ ngày 30 tháng 7 đến ngày 14 tháng 8 năm 1999 tại thủ đô Bandar Seri Begawan, Brunei. Đại hội lần này chỉ có nội dung bóng đá nam, không có nội dung của nữ.
Đây là kỳ SEA Games cuối cùng mà các đội tuyển nam được cử đội tuyển quốc gia tham dự, trước khi độ tuổi tham gia được giới hạn là U-23 kể từ năm 2001.

## Lịch thi đấu
Dưới đây là lịch thi đấu cho môn bóng đá.
| G | Vòng bảng | ½ | Bán kết | B | Play-off tranh hạng ba | F | Chung kết |

| T6 30 | T7 31 | CN 1 | T2 2 | T3 3 | T4 4 | T5 5 | T6 6 | T7 7 | CN 8 | T2 9 | T3 10 | T4 11 | T5 12 | T6 13 | T7 14 | T7 14 |
| ----- | ----- | ---- | ---- | ---- | ---- | ---- | ---- | ---- | ---- | ---- | ----- | ----- | ----- | ----- | ----- | ----- |
| G     | G     | G    | G    | G    | G    | G    | G    |      | G    | G    |       |       | ½     |       | B     | F     |

## Các quốc gia tham dự
Tất cả 10 đội tuyển đến từ các quốc gia thành viên của Đông Nam Á đã tham dự nội dung thi đấu này. 
| - Brunei (BRU) - Campuchia (CAM) - Indonesia (INA) - Lào (LAO) - Malaysia (MAS) | - Myanmar (MYA) - Philippines (MYA) - Singapore (SGP) - Thái Lan (THA) - Việt Nam (VIE) |

## Địa điểm
Tổng cộng ba địa điểm đã được sử dụng để tổ chức các trận đấu. Sân vận động Belapan & Pandang thuộc Khu liên hợp thể thao quốc gia Hassanal Bolkiah và Khu liên hợp thể thao Berakas là nơi diễn ra các trận đấu vòng bảng, trong khi các trận bán kết, tranh huy chương đồng và chung kết được tổ chức tại sân vận động Quốc gia Hassanal Bolkiah.
| Bandar Seri BegawanBóng đá tại Đại hội Thể thao Đông Nam Á 1999 (Brunei) | Bandar Seri Begawan            | Bandar Seri Begawan           | Bandar Seri Begawan                    |
| ------------------------------------------------------------------------ | ------------------------------ | ----------------------------- | -------------------------------------- |
| Bandar Seri BegawanBóng đá tại Đại hội Thể thao Đông Nam Á 1999 (Brunei) | Sân vận động Belapan & Pandang | Khu liên hợp thể thao Berakas | Sân vận động Quốc gia Hassanal Bolkiah |
| Bandar Seri BegawanBóng đá tại Đại hội Thể thao Đông Nam Á 1999 (Brunei) | Sức chứa: N/A                  | Sức chứa: N/A                 | Sức chứa: 28.000                       |
| Bandar Seri BegawanBóng đá tại Đại hội Thể thao Đông Nam Á 1999 (Brunei) |                                |                               |                                        |

## Trọng tài
Các trọng tài sau đây đã được lựa chọn để điều khiển tại giải đấu:
Danh sách này không đầy đủ, bạn cũng có thể giúp mở rộng danh sách.
| Trọng tài - Haji Duraman - Mohd Abdullah - Sambath Metha - Tôn Bảo Khiết - Serang Muchilis - Kwon Jung-Chul - Mohammad Kadri - Permpanich Pongsathorn - Nguyễn Văn Mùi | Trợ lý trọng tài - Momin Abu Bakar - Pengiran Aliuddin - Sabillo Romulo - Kassim Kadir Bacha - P Thongpaseuth |

## Vòng bảng
Mười đội tuyển được chia thành hai bảng năm đội, thi đấu vòng tròn một lượt chọn hai đội xếp đầu mỗi bảng vào bán kết.
Các tiêu chí xếp hạng
Các đội được xếp hạng theo điểm (3 điểm cho 1 trận thắng, 1 điểm cho 1 trận hòa và 0 điểm cho 1 trận thua), và nếu bằng điểm, các tiêu chí sau đây sẽ được áp dụng theo thứ tự, để xác định thứ hạng:
1. Hiệu số bàn thắng thua trong tất cả các trận đấu bảng;
2. Số bàn thắng ghi được trong tất cả các trận đấu bảng;
3. Điểm trong các trận đối đầu trực tiếp giữa các đội bằng điểm;
4. Hiệu số bàn thắng thua trong các trận đối đầu trực tiếp giữa các đội bằng điểm;
5. Số bàn thắng ghi được trong các trận đối đầu trực tiếp giữa các đội bằng điểm;
6. Nếu có nhiều hơn hai đội bằng điểm, và sau khi áp dụng tất cả các tiêu chí đối đầu ở trên, một nhóm nhỏ các đội vẫn còn bằng điểm nhau, tất cả các tiêu chí đối đầu ở trên được áp dụng lại cho riêng nhóm này;
7. Bốc thăm.

### Bảng A
| VT | Đội         | ST | T | H | B | BT | BB | HS  | Đ  | Giành quyền tham dự     |
| -- | ----------- | -- | - | - | - | -- | -- | --- | -- | ----------------------- |
| 1  | Thái Lan    | 4  | 3 | 1 | 0 | 20 | 1  | +19 | 10 | Vòng đấu loại trực tiếp |
| 2  | Việt Nam    | 4  | 3 | 1 | 0 | 13 | 0  | +13 | 10 | Vòng đấu loại trực tiếp |
| 3  | Myanmar     | 4  | 1 | 1 | 2 | 4  | 10 | −6  | 4  |                         |
| 4  | Lào         | 4  | 1 | 1 | 2 | 4  | 15 | −11 | 4  |                         |
| 5  | Philippines | 4  | 0 | 0 | 4 | 3  | 18 | −15 | 0  |                         |

| Thái Lan | 9–0      | Philippines |
| --- | -------- | ----------- |
| Anuruck 6' · Kiatisuk 35' (ph.đ.), 38', 65', 93' · Surachai 46' · Sakesan 47' · Choketawee 84' · Worawoot 89' | Chi tiết |             |

| Việt Nam                                                                                             | 9–0      | Lào |
| --- | -------- | --- |
| Lê Huỳnh Đức 3', 13', 18', 27' · Văn Sỹ Hùng 60', 72', 79' · Triệu Quang Hà 76' · Chalana 90' (l.n.) | Chi tiết |     |

| Lào         | 1–4      | Thái Lan                                                |
| ----------- | -------- | ------------------------------------------------------- |
| Bounlap 90' | Chi tiết | Tawan 20' · Choketawee 73' · Kiatisuk 74' · Sakesan 83' |

| Myanmar                                      | 4–1      | Philippines |
| -------------------------------------------- | -------- | ----------- |
| Myo Hlaing Win 26', 41', 68' · Win Htaik 53' | Chi tiết | Marlon 18'  |

| Myanmar | 0–2      | Việt Nam                                    |
| ------- | -------- | ------------------------------------------- |
|         | Chi tiết | Trương Việt Hoàng 77' · Đặng Phương Nam 82' |

| Philippines             | 2–3      | Lào                                    |
| ----------------------- | -------- | -------------------------------------- |
| Norman 42' · Marlon 68' | Chi tiết | Bounmy 56' · Keophet 57' · Chalana 71' |

| Lào | 0–0      | Myanmar |
| --- | -------- | ------- |
|     | Chi tiết |         |

| Việt Nam | 0–0      | Thái Lan |
| -------- | -------- | -------- |
|          | Chi tiết |          |

| Philippines | 0–2      | Việt Nam                 |
| ----------- | -------- | ------------------------ |
|             | Chi tiết | Đặng Phương Nam 44', 49' |

| Thái Lan                                                                        | 7–0      | Myanmar |
| ------------------------------------------------------------------------------- | -------- | ------- |
| Tawan 16' · Tananchai 19' · Jatupong 63', 83' · Sakesan 73', 77' · Kiatisuk 89' | Chi tiết |         |

### Bảng B
| VT | Đội        | ST | T | H | B | BT | BB | HS  | Đ  | Giành quyền tham dự     |
| -- | ---------- | -- | - | - | - | -- | -- | --- | -- | ----------------------- |
| 1  | Indonesia  | 4  | 3 | 1 | 0 | 11 | 1  | +10 | 10 | Vòng đấu loại trực tiếp |
| 2  | Singapore  | 4  | 3 | 1 | 0 | 8  | 3  | +5  | 10 | Vòng đấu loại trực tiếp |
| 3  | Malaysia   | 4  | 2 | 0 | 2 | 10 | 10 | 0   | 6  |                         |
| 4  | Brunei (H) | 4  | 0 | 1 | 3 | 4  | 11 | −7  | 1  |                         |
| 5  | Campuchia  | 4  | 0 | 1 | 3 | 5  | 13 | −8  | 1  |                         |

| Indonesia   | 1–0      | Campuchia |
| ----------- | -------- | --------- |
| Andrian 90' | Chi tiết |           |

| Singapore            | 2–1      | Malaysia   |
| -------------------- | -------- | ---------- |
| Nazri 59' · Mohd 86' | Chi tiết | Azizul 87' |

| Malaysia | 0–6      | Indonesia                                                |
| -------- | -------- | -------------------------------------------------------- |
|          | Chi tiết | Harianto 6' · Rochi 9', 84' · Bambang 51', 58' · Ali 82' |

| Brunei                          | 3–3      | Campuchia                                   |
| ------------------------------- | -------- | ------------------------------------------- |
| Mohd 22', 41' · Sallehuddin 67' | Chi tiết | Oum Sophanarith 52' · Hok Sochetra 78', 81' |

| Brunei   | 1–3      | Singapore                 |
| -------- | -------- | ------------------------- |
| Haji 88' | Chi tiết | Indra 9', 34' · Ahmad 78' |

| Campuchia                             | 2–7      | Malaysia                                              |
| ------------------------------------- | -------- | ----------------------------------------------------- |
| Hok Sochetra 17' · Chan Arunreath 36' | Chi tiết | Ahmad 8', 46', 89' · Ismail 22', 71' · Rusdi 66', 81' |

| Malaysia                | 0–2      | Brunei |
| ----------------------- | -------- | ------ |
| Asmawi 18' · Azizul 85' | Chi tiết |        |

| Singapore | 1–1      | Indonesia        |
| --------- | -------- | ---------------- |
| Indra 89' | Chi tiết | Bima 37' (ph.đ.) |

| Campuchia | 0–2      | Singapore              |
| --------- | -------- | ---------------------- |
|           | Chi tiết | Zainal 32' · Nazri 80' |

| Indonesia                        | 3–0      | Brunei |
| -------------------------------- | -------- | ------ |
| Uston 4' · Bima 39' (ph.đ.), 89' | Chi tiết |        |

## Vòng đấu loại trực tiếp

### Sơ đồ
|  | Bán kết          | Bán kết  |               |   | Chung kết | Chung kết |
|  |                  |          |               |   |           |           |
|  | 12 tháng 8       |          |               |   |           |           |
|  |                  |          |               |   |           |           |
|  | Thái Lan         | 2        |               |   |           |           |
|  | Thái Lan         | 2        | 14 tháng 8    |   |           |           |
|  | Singapore        | 0        |               |   |           |           |
|  | Singapore        | 0        | Thái Lan      | 2 |           |           |
|  | 12 tháng 8       |          | Thái Lan      | 2 |           |           |
|  |                  | Việt Nam | 0             |   |           |           |
|  | Indonesia        | Việt Nam | 0             | 0 |           |           |
|  | Indonesia        |          |               | 0 |           |           |
|  | Việt Nam         | 1        |               |   |           |           |
|  | Việt Nam         | 1        | Tranh hạng ba |   |           |           |
|  |                  |          |               |   |           |           |
|  | 14 tháng 8       |          |               |   |           |           |
|  |                  |          |               |   |           |           |
|  | Indonesia (pen.) | 0 (4)    |               |   |           |           |
|  | Indonesia (pen.) | 0 (4)    |               |   |           |           |
|  | Singapore        | 0 (2)    |               |   |           |           |

### Bán kết
| Thái Lan                   | 2–0      | Singapore |
| -------------------------- | -------- | --------- |
| Tawan 21' · Thawatchai 75' | Chi tiết |           |

| Indonesia | 0–1      | Việt Nam            |
| --------- | -------- | ------------------- |
|           | Chi tiết | Nguyễn Hồng Sơn 70' |

### Tranh hạng ba
| Indonesia                             | 0–0      | Singapore                     |
| ------------------------------------- | -------- | ----------------------------- |
|                                       | Chi tiết |                               |
| Loạt sút luân lưu                     |          |                               |
| Bima · Harianto · Sugiantoro · Widodo | 4–2      | Zainal · Nazri · Mohd · Azhar |

### Chung kết
| Thái Lan                   | 2–0              | Việt Nam |
| -------------------------- | ---------------- | -------- |
| Thawatchai 39' · Dusit 85' | Chi tiết Báo cáo |          |

### Huy chương vàng
| Bóng đá tại Đại hội Thể thao Đông Nam Á 1999 |
| -------------------------------------------- |
| · Thái Lan · Lần thứ 9                       |

## Danh sách huy chương
| Vàng | Bạc | Đồng |
| --- | --- | --- |
| Thái Lan | Việt Nam | Indonesia |
| Chaiyong Khumpiam Kritsada Piandit Pattanapong Sripramote Choketawee Promrut Anurak Srikerd Chukiat Noosarung Tawan Sripan Thawatchai D.Ongtrakul Surachai Jaturapattarapong Kiatisuk Senamuang Worrawoot Srimaka Thongchai Akkarapong Surachai Jirasirichote Dusit Chalermsan Tananchai Boriban Sakesan Pituratana Wirat Wangchan Jatupong Thongsukh | Trần Tiến Anh Mai Tiến Dũng Nguyễn Thiện Quang Nguyễn Phi Hùng Đỗ Mạnh Dũng Nguyễn Đức Thắng Đỗ Văn Khải Nguyễn Hồng Sơn Văn Sỹ Hùng Lê Huỳnh Đức Nguyễn Văn Sỹ Phạm Như Thuần Trần Minh Quang Triệu Quang Hà Nguyễn Liêm Thanh Trương Việt Hoàng Trần Công Minh Đặng Phương Nam | Hendro Kartiko Anang Ma'ruf Aji Santoso Agung Setyabudi Sugiyantoro Eko Purdjianto Widodo Cahyono Putro Ali Sunan Uston Nawawi Bima Sakti Selamet Riadi Haryanto Prasetyo Andrian Mardiansyah Nuralim Bambang Pamungkas Rochy Putiray I Komang Putra Ardi Warsidi Andrian Mardiansyah Eri Irianto |

## Cầu thủ ghi bàn
Đã có 87 bàn thắng ghi được trong 24 trận đấu, trung bình 3.62 bàn thắng mỗi trận đấu.
6 bàn thắng
- Kiatisuk Senamuang

4 bàn thắng
- Sakesan Pituratana
- Đặng Phương Nam
- Lê Huỳnh Đức

3 bàn thắng
- Sochetra Hok
- Bima Sakti
- Ahmad Shahrul Azhar Sofian
- Myo Hlaing Win
- Indra Sahdan Daud
- Tawan Sripan
- Văn Sỹ Hùng

2 bàn thắng
- Mohd Said Abdullah
- Bambang Pamungkas
- Rochi Putiray
- Azizul Kamaluddin
- Rusdi Supriman
- Wan Rohaimi Wan Ismail
- Mohd Nazri Nasir
- Choketawee Promrut
- Jatupong Thongsukh
- Thawatchai Damrong-ongtrakul

1 bàn thắng
- Ak. Sallehuddin Pg Haji Damit
- Haji Rosaidi Hj Mohd Kamis
- Sophanarith Oum
- Arunreath Chan
- Keophet Sou Binh
- Khenkitisack Bounlap
- Louang Amath Chalana
- Thamavongsa Bounmy
- Ali Sunan
- Andrian Mardiansyah
- Hariyanto Prasetyo
- Uston Nawawi
- Asmawi Bakiri
- Win Htaik
- Marlon Pinero
- Ahmad Latiff Khamarudin
- Mohd Noor Mohd Ali
- Zulkarnaen Zainal
- Anuruck Srikerd
- Choketawee Promrut
- Dusit Chalermsan
- Tananchai Boriban
- Worrawoot Srimaka
- Nguyễn Hồng Sơn
- Triệu Quang Hà
- Trương Việt Hoàng